# Radio 2
Radio 2 var ett danskt nätverk av radiostationer. De sände i flera större städer i Danmark och ägs av den tyska mediakoncernen ProSiebenSat.1 via dotterbolaget SBS Radio. I början av 2008 lade SBS Radio ner Radio 2, som ersattes med rockkanalen Radio City, som i sin tur lades ner i början av 2009.
Stationen var en systerkanal till svenska Mix Megapol.